# 鉈切洞穴遺跡

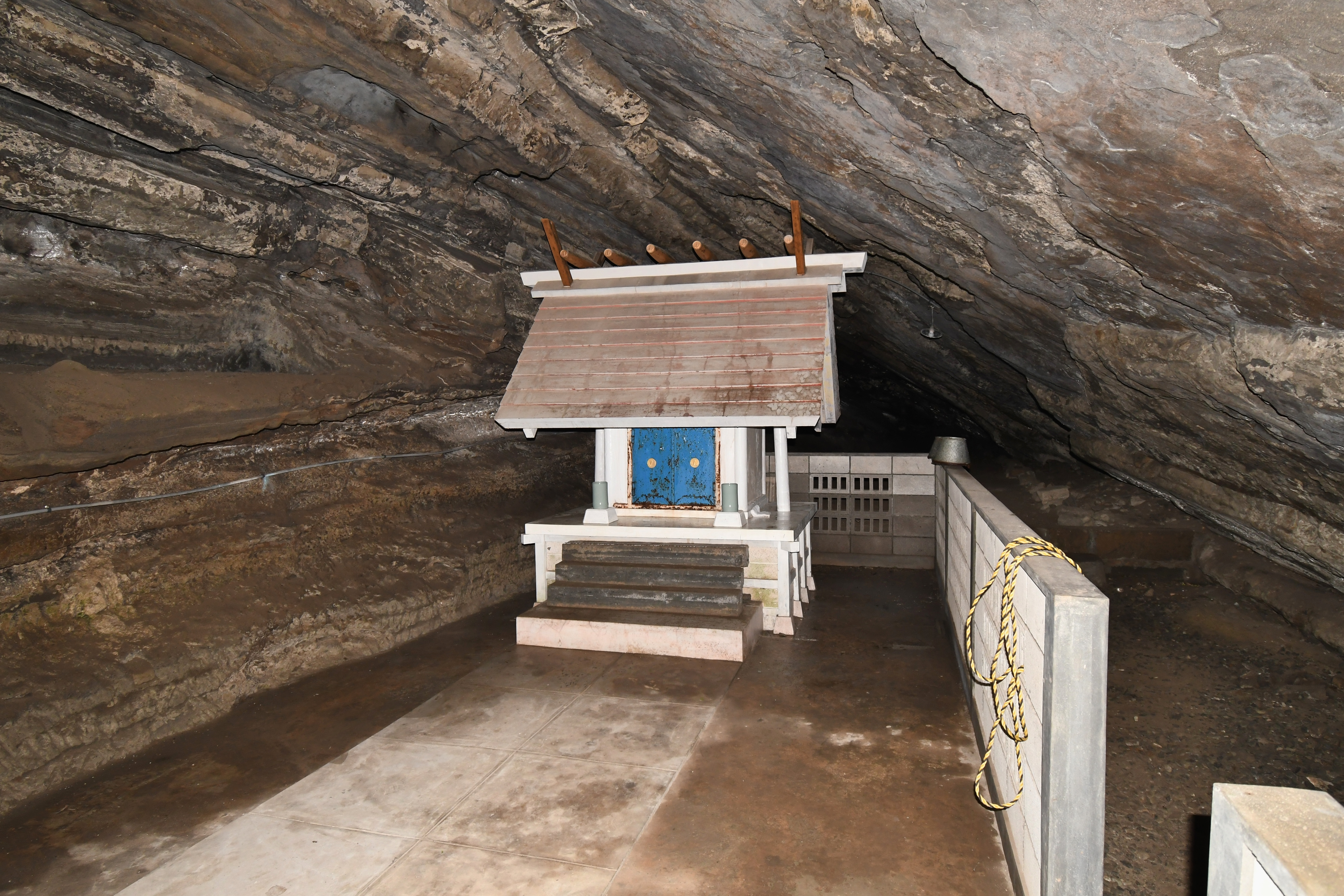
鉈切洞穴遺跡（中央は船越鉈切神社本殿）

鉈切洞穴遺跡（なたぎりどうけついせき、鉈切洞窟遺跡）は、千葉県館山市浜田にある縄文時代の洞窟遺跡。千葉県指定史跡に指定されている（指定名称は「鉈切洞穴」）。

## 概要
千葉県南部、房総半島南端の館山湾に面する海岸段丘上（標高25メートル）の海食洞窟に営まれた遺跡である。現在は船越鉈切神社の本殿が洞窟内に、拝殿が洞窟開口部に建てられており、1959年（昭和31年）の拝殿建設の際に発掘調査が実施されている。
洞窟は開口部で高さ4.19メートル・幅5.85メートルを測り、開口部から最奥部まで長さ36.8メートルを測る。縄文海進時の侵食で形成されたのち地震で隆起して離水し、その後の地震の繰り返しによって現在の標高に至ったとされる。洞窟内からは称名寺II式の縄文土器（縄文時代後期初頭、約4000年前）を始めとして、漁撈具・狩猟具として釣針20・銛2・ヤス状刺突具17・組合せ鉤2・土錘20・骨角牙鏃6・石鏃1が、魚骨としてマダイ・マハタ・ベラ等約50種やマイルカ、陸獣骨としてシカ・イノシシ等、貝殻としてサザエ・イボニシ等の腹足類40種やカリガネエガイ等の斧足類28種が出土している。館山湾における縄文時代後期以降の人間活動を知るうえで重要視されるとともに、地形環境変化の人間活動への影響がうかがえる点、古墳時代の墓利用や現在の海神を祀る信仰のようにその後も歴史的に洞窟利用の継続が認められる点でも貴重な遺跡になる。
遺跡域は1967年（昭和42年）に千葉県指定史跡に指定された。現在では洞窟内への立ち入りは制限されている。

## 遺跡歴
- 1959年（昭和31年）、神社拝殿建設に伴う発掘調査（早稲田大学考古学研究室、1958年に報告書刊行）[1]。
- 1967年（昭和42年）12月22日、千葉県指定史跡に指定[1]。
- 2008年度（平成20年度）、測量調査（館山市教育委員会、2009年に報告書刊行）。
- 2009年（平成21年）3月17日、船越鉈切神社境内地が千葉県指定天然記念物「南房総の地震隆起段丘」に追加指定。

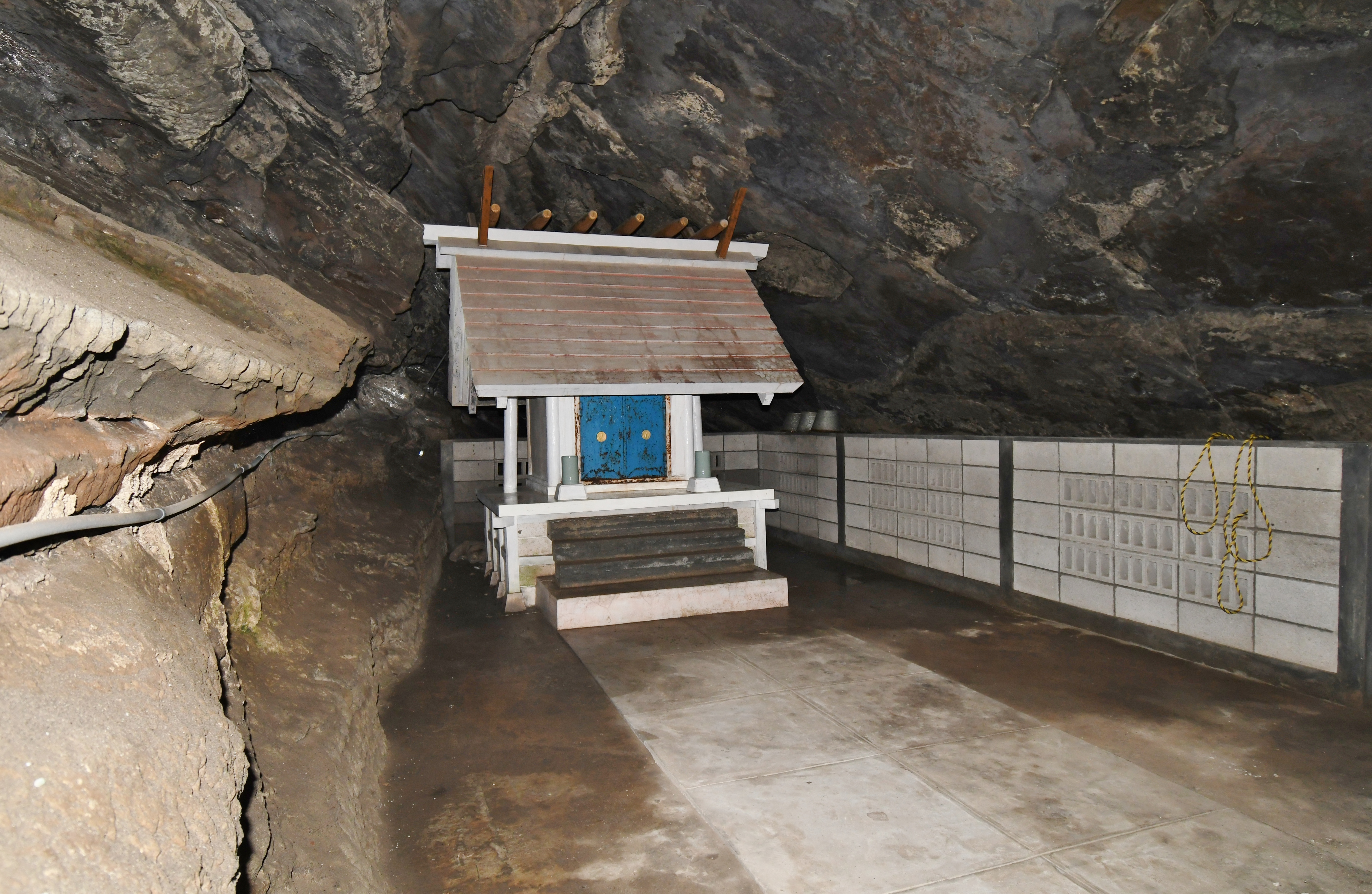
洞窟内（別角度）
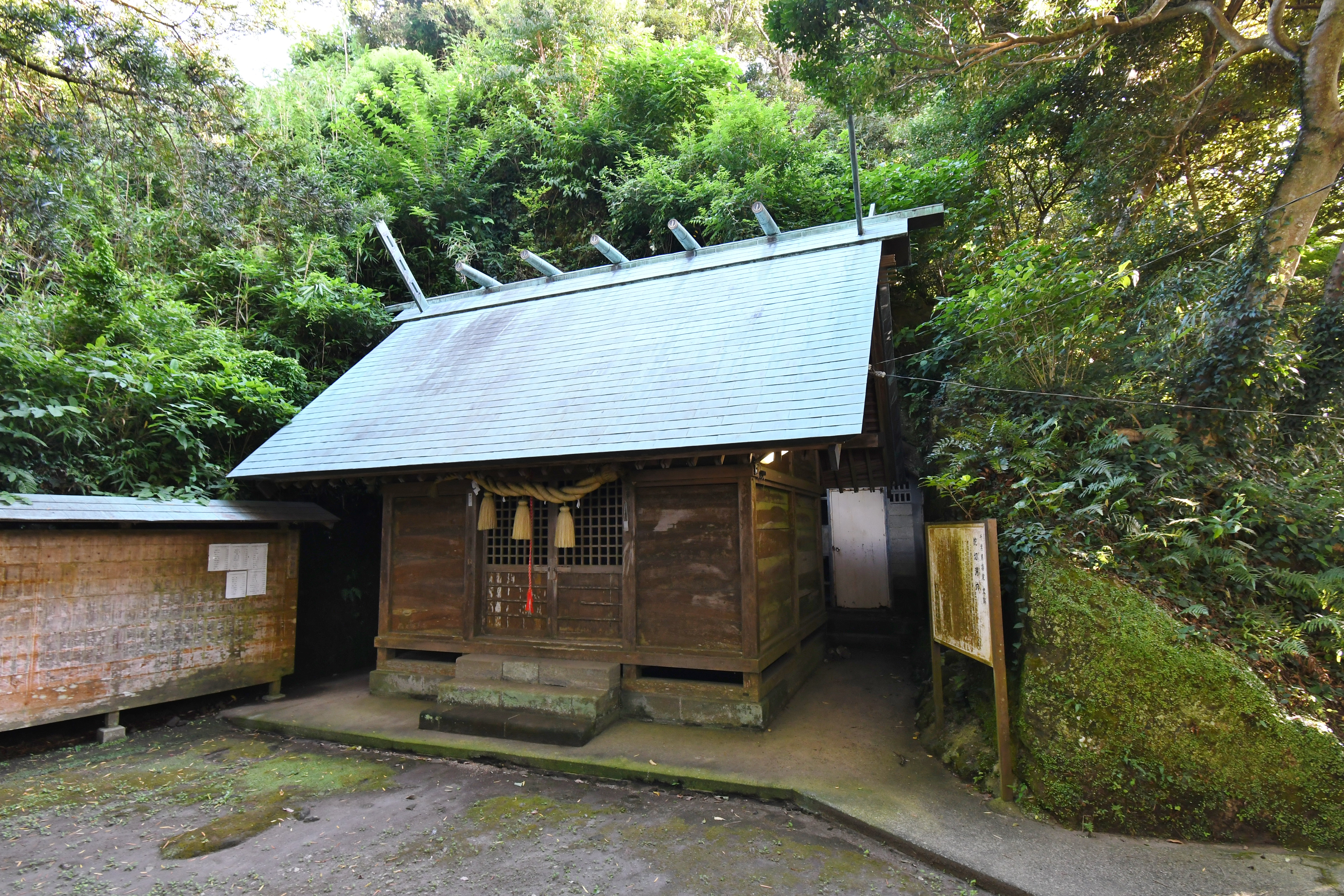
船越鉈切神社拝殿（洞窟開口部） 右側に洞窟入り口。
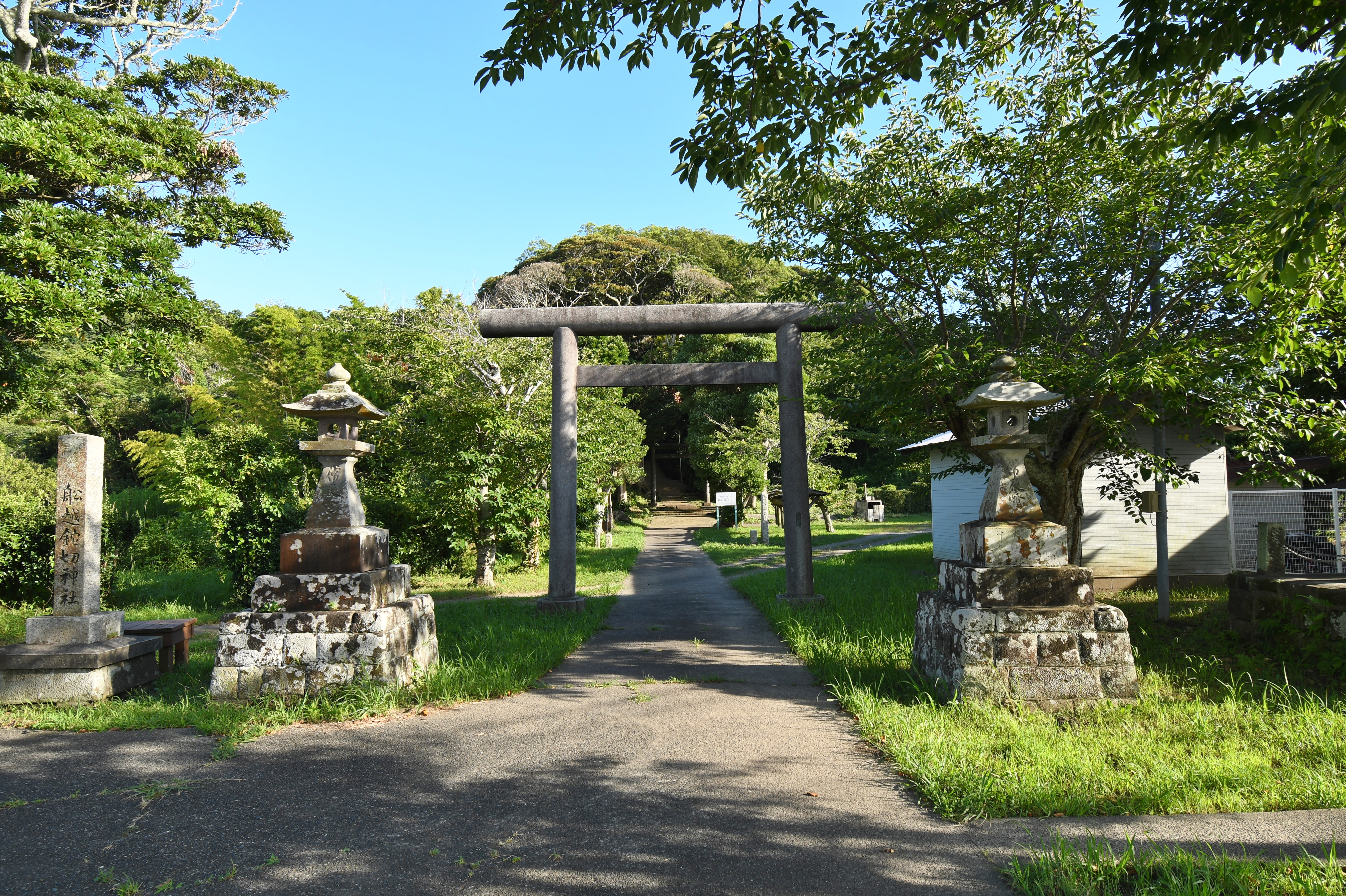
船越鉈切神社鳥居 洞窟は後背の段丘上に所在する。

## 文化財

### 千葉県指定文化財
- 史跡
  - 鉈切洞穴 - 1967年（昭和42年）12月22日指定[1]。

### 関連文化財
- 南房総の地震隆起段丘 - 千葉県指定天然記念物。2009年（平成21年）3月17日に船越鉈切神社境内地を追加指定[3][4]。

## 関連文献
（記事執筆に使用していない関連文献）
- 『館山鉈切洞窟の考古学的調査（早稲田大学考古学研究室報告 第6冊）』早稲田大学考古学研究室、1958年。
- 「鉈切洞穴遺跡」『千葉県の歴史 資料編 考古1（県史シリーズ9）』千葉県、2000年。
- 『千葉県館山市 鉈切洞窟 -市内遺跡（千葉県史跡「鉈切洞穴」）測量調査報告書-』館山市教育委員会、2009年。